# ニシキギ目
|  | アムボレラ目 スイレン目 アウストロバイレヤ目 センリョウ目 カネラ目 コショウ目 クスノキ目 モクレン目 ショウブ目 オモダカ目 ヤマノイモ目 タコノキ目 ユリ目 キジカクシ目 ダシポゴン科 ヤシ目 イネ目 ツユクサ目 ショウガ目 マツモ目 キンポウゲ目 アワブキ科 ヤマモガシ目 ツゲ目 ヤマグルマ目 グンネラ目 ハマビシ目 ニシキギ目 キントラノオ目 カタバミ目 マメ目 バラ目 ウリ目 ブナ目 フウロソウ目 フトモモ目 クロッソソマ目 ムクロジ目 フエルテア目 アブラナ目 アオイ目 ブドウ目 ユキノシタ目 ビワモドキ科 ベルベリドプシス目 ビャクダン目 ナデシコ目 ミズキ目 ツツジ目 ガリア目 リンドウ目 シソ目 ナス目 モチノキ目 セリ目 キク目 マツムシソウ目 |

ニシキギ目 (ニシキギもく、Celastrales) は被子植物の目の一つ。ニシキギ科をタイプ科とする。

## 分類
2科が属する。
- Lepidobotryaceae J. Léonard, nom. cons. カタバミノキ科 - 西アフリカ産の Lepidobotrys staudtii と中南米産の Ruptiliocarpon caracolito のみ。
- Celastraceae R. Brown, nom. cons. ニシキギ科 - およそ100属1400種。

ウメバチソウ科は従来ユキノシタ科に含められていた草本であるが、APG体系でニシキギ目に移され、APG IIIではニシキギ科に統合されている。

## 過去の分類体系
クロンキスト体系ではバラ亜綱に含まれ、12科からなる。
- ゲイッソロマ科 Geissolomataceae
- ニシキギ科 Celastraceae
- デチンムル科 Hippocrateaceae
- スタックホウシア科 Stackhousiaceae
- サルウァドラ科 Salvadoraceae
- テプイアンタ科 Tepuianthaceae
- モチノキ科 Aquifoliaceae
- クロタキカズラ科 Icacinaceae
- アエクストキシコン科 Aextoxicaceae
- ヤマイモモドキ科 Cardiopteridaceae
- コリノカルプス科 Corynocarpaceae
- カイナンボク科 Dichapetalaceae

新エングラー体系では古生花被亜綱（≒離弁花類）に属し、13科を含む。
- キリラ科 Cyrillaceae
- ペンタフィラクス科 Pentaphylacaceae
- モチノキ科 Aquifoliaceae
- コリノカルプス科 Corynocarpaceae
- パンダ科 Pandaceae
- ニシキギ科 Celastraceae
- ミツバウツギ科 Staphyleaceae
- デチンムル科 Hippocrateaceae
- スタックホウシア科 Stackhousiaceae
- サルウァドラ科 Salvadoraceae
- ツゲ科 Buxaceae
- クロタキカズラ科 Icacinaceae
- ヤマイモモドキ科 Cardiopteridaceae